# Yūsuke Araki
Yūsuke Araki (japanisch 荒木 友輔 Araki Yūsuke; * 2. Mai 1986 in Ōme, Präfektur Tokio) ist ein japanischer Fußballschiedsrichter. Seit 2017 steht er als dieser auf der FIFA-Schiedsrichterliste.

## Karriere

### Klubmannschaften
Ab spätestens März 2012 leitete er Partien in der zu der Zeit drittklassigen Japan Football League. Ab Mai 2013 kamen dann auch noch Einsätze in der J2 League dazu. Im Verlauf der Saison 2014, sind dann aber nur Einsätze in der J3 League von ihm bekannt. Seine ersten geleiteten Partien in der J1 League waren dann ab März 2016. Im Februar 2021 leitete er zudem die Partie des diesjährigen nationalen Super Cups. Sowie auch das im Februar 2023.
Auf internationaler Ebene bekam er schließlich ab Februar 2018 dann erste geleitete Partien im AFC Cup. Im April folgte dann auch seine erste Partie in der AFC Champions League.
Zudem gastierte er im Oktober 2017 noch als Leiter eines tschechischen Erstliga-Spiels sowie zwei weiterer in der polnischen Ekstraklasa. Im Jahr 2019 folgten dann noch weitere zwei Gastspiele in der Chinese Super League, sowie eines in deren FA Cup. Ein paar Jahre später leitete er im Herbst 2022 noch drei Spiele in der englischen Premier League 2.

### Nationalmannschaften
Nach seiner Aufnahme auf die FIFA-Liste, war sein erster bekannter Einsatz bei einem Spiel zwischen A-Nationalmannschaften im Januar 2018 ein Freundschaftsspiel zwischen Indonesien und Island. Danach leitete er auch vier Gruppenspiele sowie ein Viertelfinale der U-16-Asienmeisterschaft 2018.
Sein nächstes bekanntes Turnier war dann die U-23-Asienmeisterschaft 2022, wo er auch ein Gruppenspiel wie auch ein Viertelfinale leitete. Anschließend leitete er im darauffolgenden Jahr auch noch ein Halbfinale bei der Südostasienmeisterschaft 2022. Auch bei der U-20-Weltmeisterschaft 2023 war er dabei, wo er in zwei Partien die Leitung übernahm.
Erstmals für eine Asienmeisterschaft, wurde er dann zur Ausgabe im Jahr 2024 nominiert, wo er das Gruppenspiel zwischen Australien und Usbekistan leitete.